# Robert Geldard
Robert Geldard   (Rochdale, 16 d'abril de 1927 - Salford, 26 de febrer de 2018) va ser un ciclista anglès, que va córrer durant els anys 1940-50. El 1948 va prendre part en els Jocs Olímpics de Londres, tot guanyant una medalla de bronze en la prova de persecució per equips, fent equip amb Wilfred Waters, Tommy Godwin i David Ricketts.